# Московская улица (Новосибирск)
Московская улица — улица в Октябрьском районе Новосибирска. Представляет собой три отдельных уличных фрагмента. Первый фрагмент расположен между улицами Шевченко и Сакко и Ванцетти, второй идёт от улицы Добролюбова, пересекает Никитина, Грибоедова и прерывается в жилом квартале недалеко от Автогенной улицы, третий фрагмент начинается от Автогенной улицы, пересекает Дунайскую и заканчивается, соединяясь с Алтайской улицей. Улица расположена параллельно улицам Кирова (с юго-западной стороны) и Ленинградской (с северо-востока).

## История
Улица получила название в 1908 году вместе с другими безымянными улицами города.

## Архитектура
Застройка улицы по данным на 2018 год.
Между улицами Шевченко и Сакко и Ванцетти
На участке между улицами Шевченко и Сакко и Ванцетти находятся одно- и двухэтажные здания, трёхэтажное здание городской поликлиники № 2. Между Московской и улицей Кирова в этой части улицы расположены только два дома — 13-этажное здание (ул. Кирова, 23) и 22-этажный жилой комплекс «Корона». 
Между улицами Добролюбова и Автогенной
Участок между улицами Добролюбова и Автогенной застроен как малоэтажными зданиями в (1 и 2 этажа), так и девятиэтажными жилыми домами, расположенными между Московской и Ленинградской улицами. Кроме того, между улицами Кирова и Московской (рядом с Автогенной) находится два 17-этажных жилых комплекса.
Между улицами Автогенной и Алтайской
На участке между улицами Автогенной и Алтайской застройка состоит исключительно из малоэтажных зданий (1-2 этажа).

## Памятники
На территории городской поликлиники № 2 установлен памятник Героям Великой Отечественной войны.

## Транспорт
На улице отсутствуют маршруты общественного транспорта. Остановки общественного транспорта находятся на параллельной улице Кирова, также на этой улице (между улицами Шевченко и Сакко и Ванцетти) расположены входы на станцию метро «Октябрьская».

## Галерея

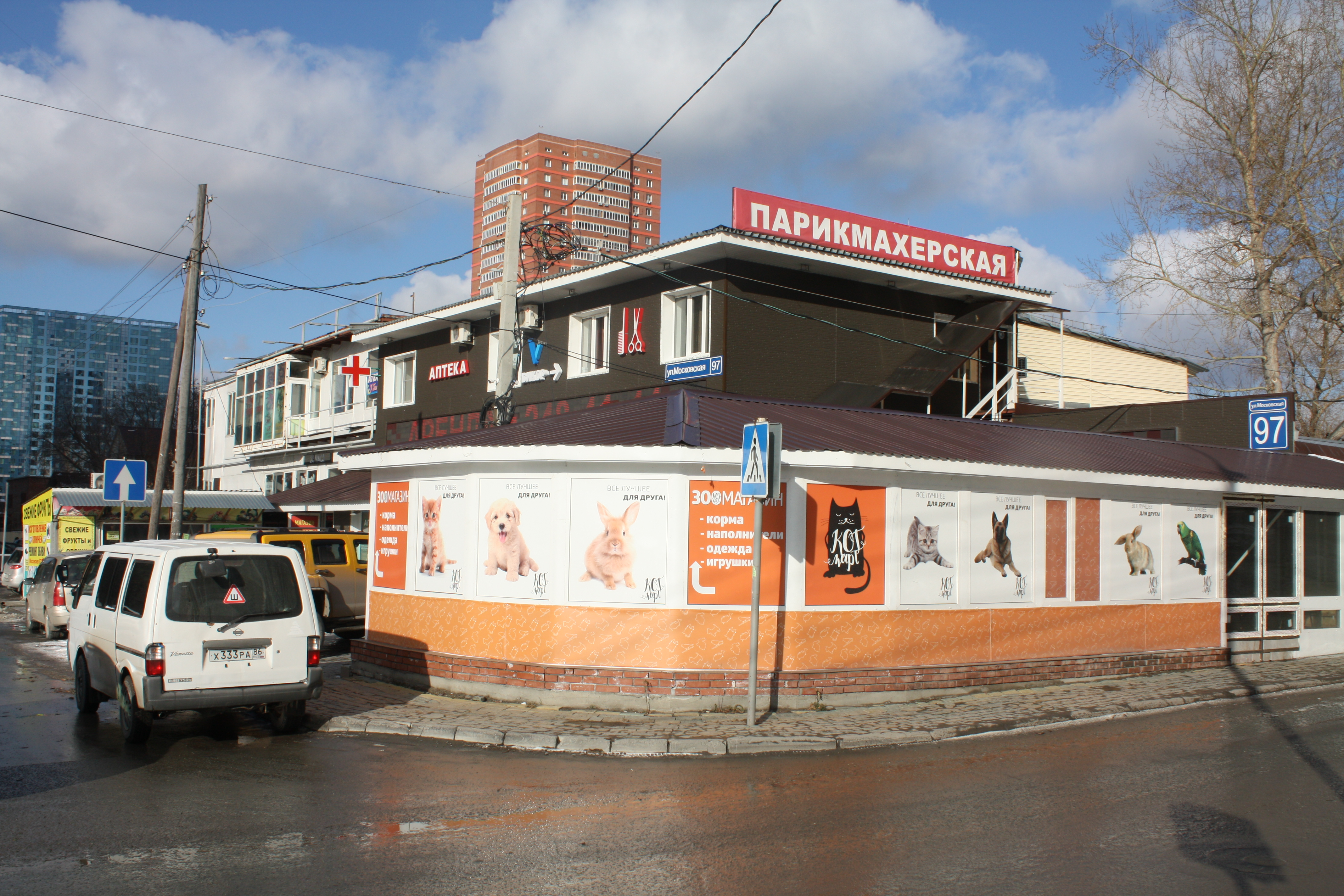
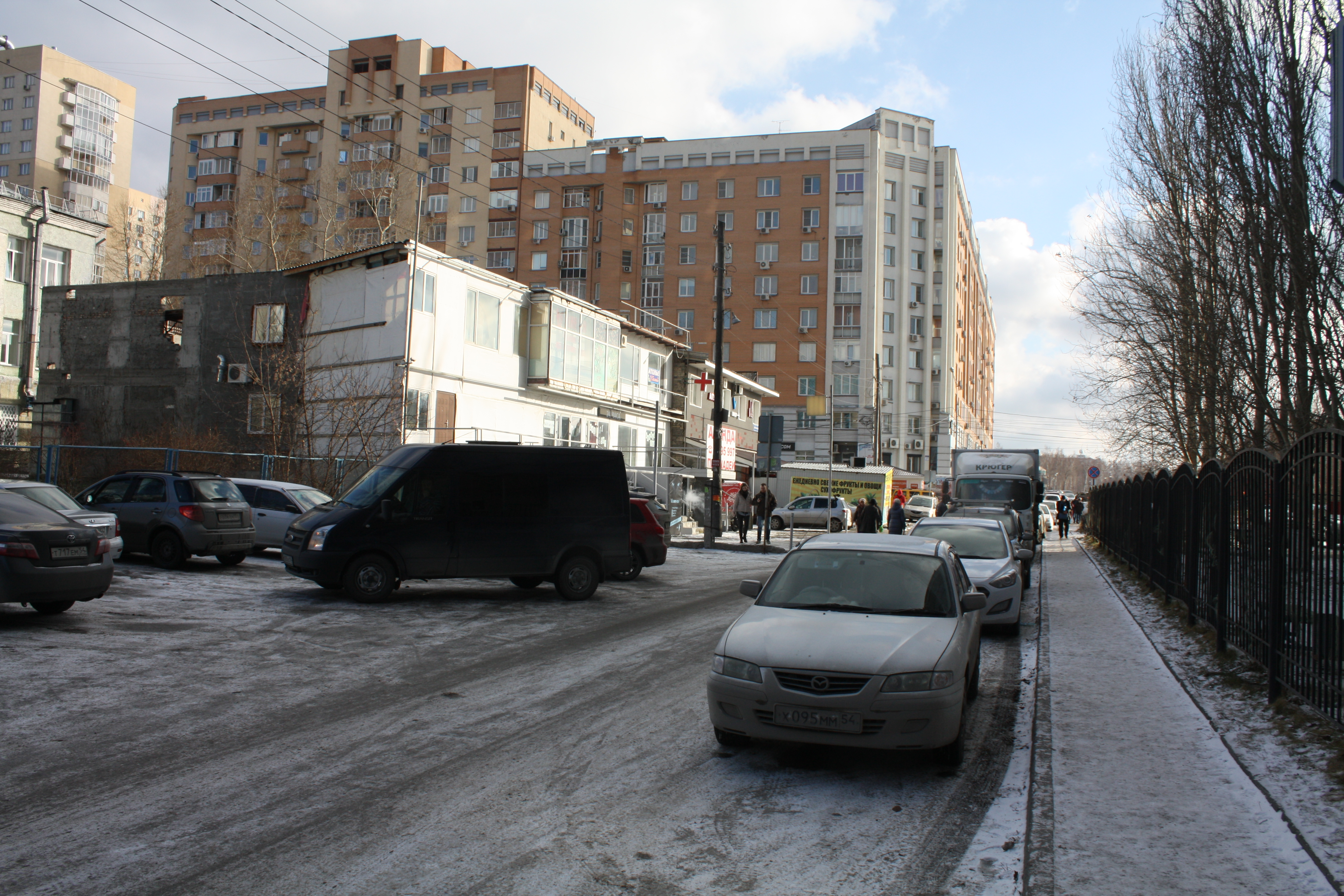
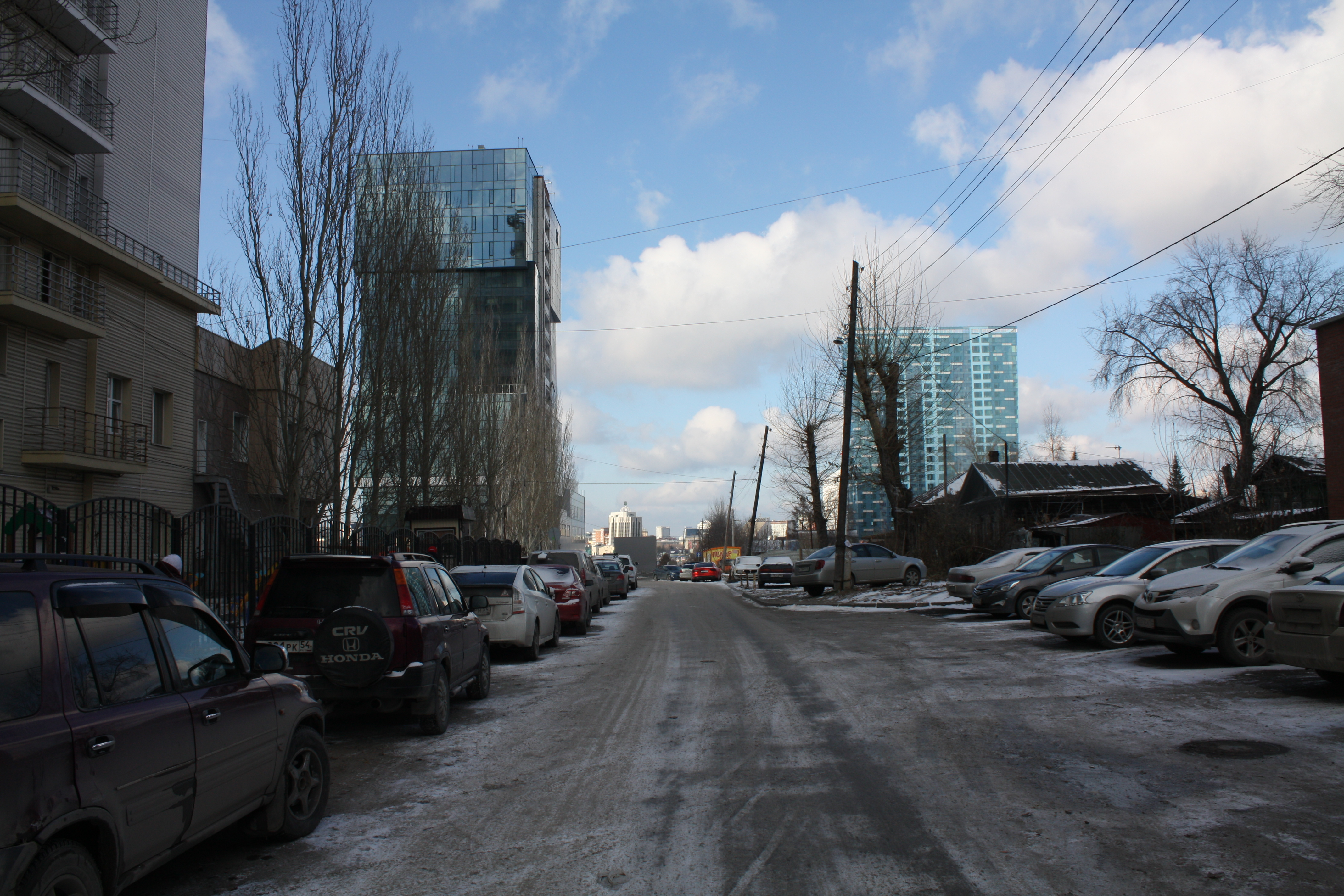